# 갓 건담
갓 건담(영어: God Gundam, 일본어: ゴッドガンダム)은 1994년에 방영된 TV 애니메이션 《기동무투전 G 건담》에 등장하는 모빌 파이터(MF)로 분류되는 가공의 유인 조종식 인간형 로봇 병기이다. G 건담으로 통칭된다.
제13회 건담 파이트의 후반전에 투입된 네오 재팬의 대표 모빌 파이터로 샤이닝 건담의 뒤를 이은 주인공 도몬 캇슈의 탑승기이다. 등에 전개식의 6개의 날개를 가지고 있으며 최대 출력시 일륜과 같은 발광 현상을 수반하는 것이 특징이다.
메카닉 디자인은 오오카와라 쿠니오가 담당하였다. 영어권에서는 "갓(God, 神)"이라는 이름이 종교적 금기를 건드린다는 이유로 버닝 건담(영어: Burning Gundam, 일본어: バーニングガンダム)으로 불린다.

## 설정 해설
하이퍼 모드
선구는 샤이닝 건담의 슈퍼 모드가 되지만, 같은 기능이 분노를 방아쇠로 기동하고 있었던 것에 대해, 하이퍼 모드는 보다 세련된 기구를 취하고 있다.
명경지수(明鏡止水)
공자의 "사람들은 흐르는 물에는 얼굴을 비춰볼 수 없고, 고요한 물에 얼굴을 비춰본다. 왕태의 마음이 고요하기 때문에 많은 사람들이 모여드는 것이다.(人莫鑑於流水, 而鑑於止水, 唯止能止衆止)"란 대답에서 유래한 고사성어. 직역하면 맑은(明) 거울(鏡)과 고요한(미동도 없는(止)) 물(水)을 가리키는 말로 마음에 흐림이나 혼탁함, 흔들림없이 맑고 고요한 마음가짐을 나타내는 말. 탑승자인 도몬 캇슈가 진정한 명경지수의 경지에 이르는 것으로 발견해 기체가 황금빛으로 빛난다.

## 같이 보기
- 기동무투전 G 건담
- 샤이닝 건담